# Ершов, Владимир Семёнович
Владимир Семёнович Ершов (род. 20 апреля 1928 году, в селе Лысовка, Петровский район Саратовская область - умер 29 апреля 2010 году) — комбайнёр колхоза «Родина» Петровского района Саратовской области. Герой Социалистического Труда (08.04.1971).

## Биография
В 1928 году в селе Лысовка, Петровского района Саратовской области в семье крестьянина родился Владимир Ершов.
Начальную школу окончил в 1940 году, поступил в 5-й класс в совхозе «Белогорье», но продолжить учёбу не смог – началась Великая Отечественная война. С первых дней войны Владимир Семёнович начал трудиться. Сначала работал водовозом, потом помогал косить, возить снопы – и так до 1943 года выполнял разную работу.
В 1943 году перешёл работать в кузницу: сначала молотобойцем, затем кузнецом. Здесь он проработал до 1948 года, когда был призван в армию. Три года отслужил в ГДР. В ноябре 1951 года демобилизовался и вернулся в родное село. Трудоустроился помощником комбайнёра - проработал 4 года. Лишь в 1956 году самостоятельно сел за руль комбайна. В течение нескольких лет был бригадиром.
Бригада Ершова была на хорошем счету, регулярно перевыполняя плановые обязательства на 170–200%. Владимир Семёнович обучил своему делу и сына, с которым работали на одном комбайне в 2–3 смены, обедая по очереди. Дневная выработка доходила до 1200 центнеров.
Указом от 8 апреля 1971 года за высокие показатели в труде был удостоен звания Герой Социалистического Труда.
Четыре раза избирался депутатом местных Советов и 2 созыва – депутатом районного Совета.
Проживал в родном селе. Умер 29 апреля 2010 года.

## Награды
Имеет следующие награды, за трудовые успехи:
- Герой Социалистического Труда (08.04.1971);
- Орден Ленина (08.04.1971);
- Медаль «За трудовое отличие» (23.06.1966);
- Медаль "За доблестный труд".